# 上田賢治
上田 賢治（うえだ けんじ、1927年9月20日 - 2003年3月27日）は、日本の神道学者。國學院大學名誉教授。宗教心理学・神道神学専攻。

## 経歴
1927年、大分県で生まれた。國學院大學文学部で二木謙一らの下で学び、1952年に卒業。同大学大学院神道学専攻に進学し、1954年に修士課程を修了した。
1956年、川村短期大学助教授に就いた。1958年、ハーバード大学大学院に留学。1967年、國學院大學文学部助教授となり、1973年に教授昇格。ボン大学日本学講座客員講師も務めた。1982年、学位論文『國學の研究：草創期の人と業績』を國學院大學に提出して文学博士号を取得。1984年より國學院大學日本文化研究所所長。1995年、國學院大學学長となった。1999年に学長を退任し、その後は國學院大學名誉教授となった。

## 著作
著書
- 『国学の研究 草創期の人と業績』大明堂 1981
  - アーツアンドクラフツ 2005
- 『神道カウンセリング』神社本庁 1985
- 『神道神学 組織神学への序章』大明堂 1986
- 『永遠の創造 神道のちから：人間を超える力とは…』橘出版 1988
  - 改題文庫化『神道のちから』タチバナ教養文庫 1995
- 『神道神学』神社新報社 1990
- 『神道神学論考』大明堂 1991
- 『記紀神話の神学』大明堂 2002

共著
- 『ひろさちやが聞く神道の聖典』共著、鈴木出版 世界の聖典 1993

論文
- Cinii論文(上田 賢治)